# イリジャ
イリジャ（ボスニア語:Ilidža、クロアチア語:Ilidža、セルビア語:Илиџа）は、ボスニア・ヘルツェゴビナ中部の町、およびそれを中心とした自治体であり、同国の首都であるサラエヴォの郊外の都市としては最大級のものである。行政的には、同国を構成する2つの構成体のうち、ボスニア・ヘルツェゴビナ連邦のサラエヴォ県に属する。辺りを取り巻く美しい自然と、新石器時代にさかのぼる豊かな歴史的遺産で知られる。ボスナ川（Bosna）の源泉であるヴレロ・ボスネ（Vrelo Bosne）は、サラエヴォ郊外美しい自然公園として知られる。また、サラエヴォ国際空港も近い。
1894年、ロンドンで発行される月刊誌『ザ・コンテンポラリー・レヴュー』（The Contemporary Review）の誌面で、E.B.レイニン（E.B.Lanin）はこの町を「地球上で最もすばらしい場所のひとつ」と評した。

## 地理

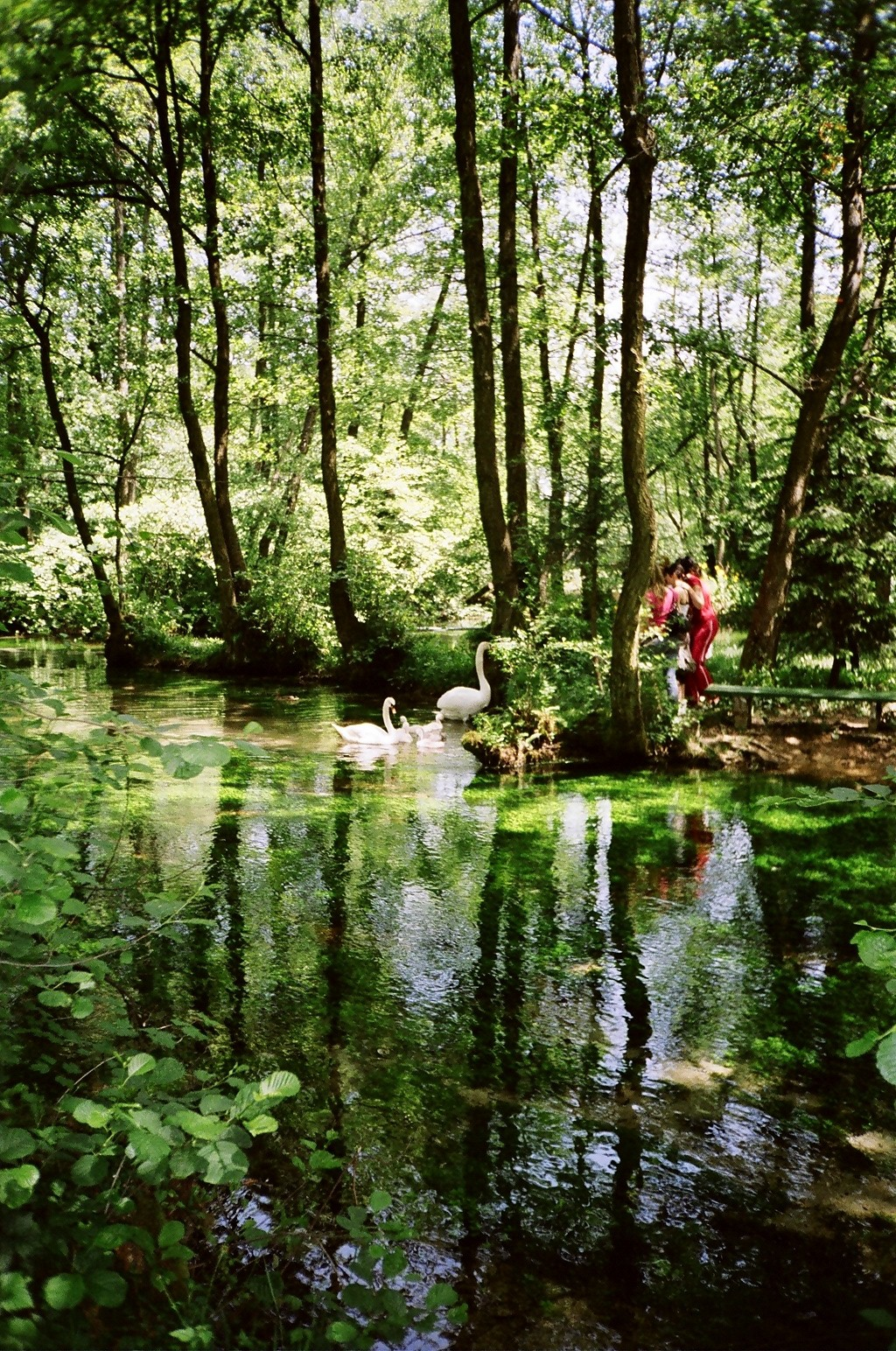
ボスナ川の源泉、ヴレロ・ボスネ。

「イリジャ」の名は、「泉」を意味するトルコ語の単語「Ilıca」（イルジャ）に由来している。イリジャは快適で魅力的な地理的条件でよく知られている。周囲を山に囲まれているが、町は平らな土地に建てられている。周囲で最大の山はイグマン山（Igman）であり、その標高は1502メートルである。山にはユリの1種であるLillium Bosniacumが自生しており、この花は歴史的なボスニアの象徴となっている。この地域、特にブトミル（Butmir）地区は燧石が豊富である。
ボスナ川の支流ジェレズニツァ川（Željeznica）が町の中央を貫いている。ボスナ川そのものは町の郊外を通っている。ボスナ川の源泉であるヴレロ・ボスネは、町の中心から西に数キロメートルのところにあり、国立公園に指定されている。このほかにも幾つもの小さな小川が市の域内に流れている。
イリジャでは歴史上、何度も公園の整備計画が実施されてきた。今日のイリジャには多くの木々があり、町の公園面積は、イリジャの6倍の人口規模を持つサラエヴォの公園面積の5割に匹敵する。1894年には、ロンドンの月刊誌の誌面でイリジャは「世界で最もすばらしい場所のひとつ」と評された。

## 歴史

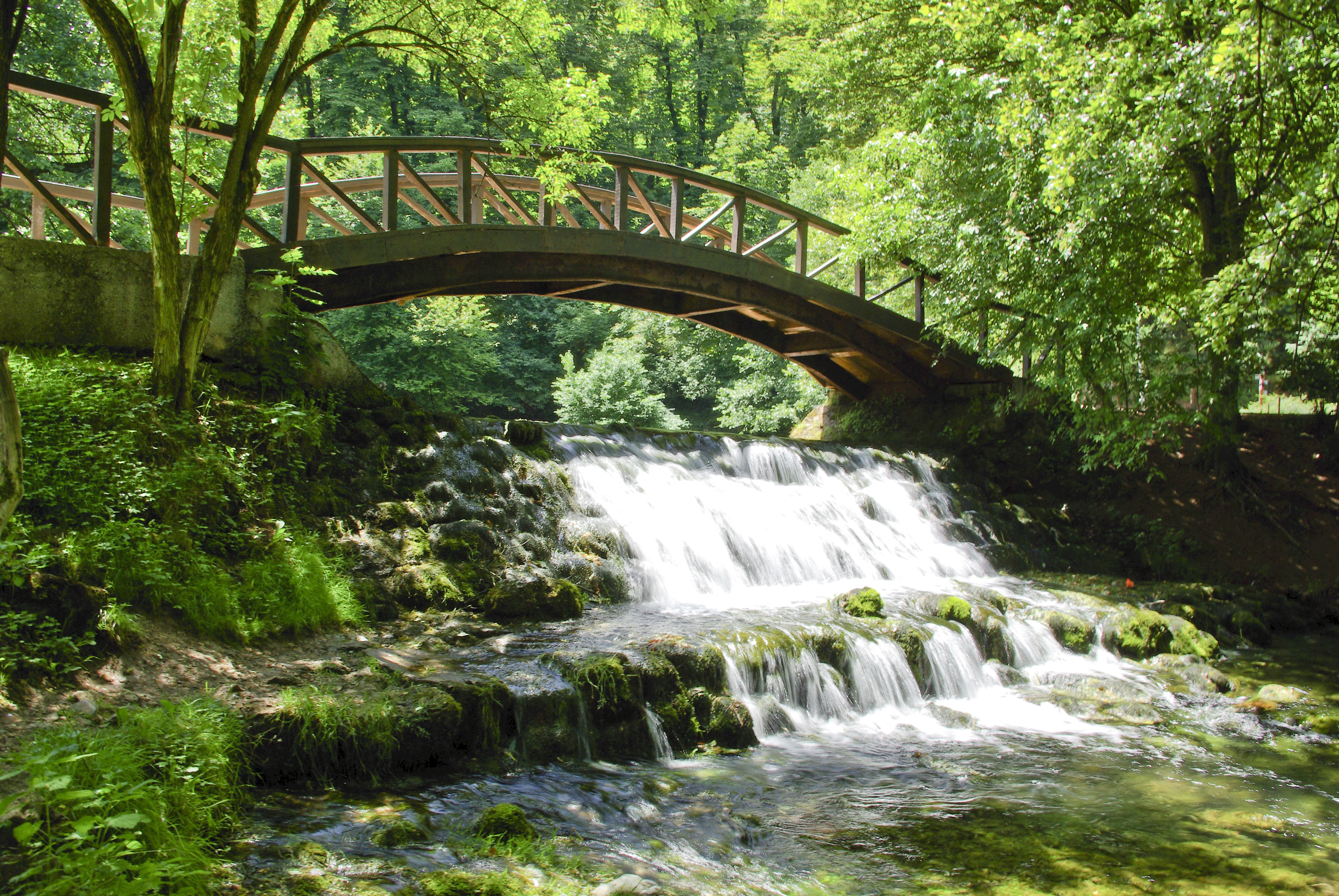
ヴレロ・ボスネ

イリジャはボスニア・ヘルツェゴビナの歴史上、最も古くから人が居住し続けてきた場所のひとつである。19世紀以降、ブトミル地区にて新石器時代にまでさかのぼる数多くの考古学的発見があった。この古代文化は地区の名前にちなんでブトミル文化（Butmir culture）と呼ばれており、紀元前26世紀から紀元前25世紀にかけてのヨーロッパの新石器時代の文化としては、最も調査の進んだもののひとつである。
古代ローマ時代、イリジャの地域にはアクアエ・スルフラエ（Aquae Sulphurae）という町があった。これはローマ帝国の植民都市であり、当時のボスニア・ヘルツェゴビナの中心的な居住地であった。今日、モザイク画や陶磁器、宝飾品、硬貨や建造物の遺構など、数多くのローマ時代の遺物が見つけられている。
中世には、イリジャはオスマン帝国のボスニア州（1580–1867）の一部となった。ビザンティン帝国のコンスタンティノス7世が「De Administrando Imperio」で言及した2つのボスニアの町のうち、カテラ（Katera）という町は今日のイリジャ自治体の市域内に築かれたものである。聖キュリロスと聖メトディオスの弟子たちは、この地域をヴレロ・ボスネに立ち寄るべき重要な場所と考え、地域に聖堂を設けた。
現在のイリジャにつながる町は、オスマン帝国の時代に築かれたものである。その名前は「温泉」を意味するトルコ語の単語「Ilıca」（イルジャ）に由来している。イルジャの名前はこのほかに、トルコのエルズルムの地区の名前や、サムスン県、カフラマンマラシュ県、アンタリヤ県、マラティヤ県、オルドゥ県の自治体の名前にも見られる。ボスニアのイリジャには数多くのトルコ文化の要素が見られ、15世紀から16世紀にかけて築かれた家屋などが今日まで残っている。オスマン帝国の統治時代にはまた、多くのモスクや橋が築かれた。
イリジャは、ボスニア・ヘルツェゴビナのほかの地域と同様に、オーストリア＝ハンガリー帝国の統治下の共同統治国ボスニア・ヘルツェゴヴィナ（Condominium of Bosnia and Herzegovina、1878年 - 1918年）時代に工業化された。鉄道路線や駅が設けられ、ホテルが建ち、イリジャはボスニアにおいてサラエヴォに次いで重要な町となった。1900年代に入ってからも発展は続き、開発が進められた。

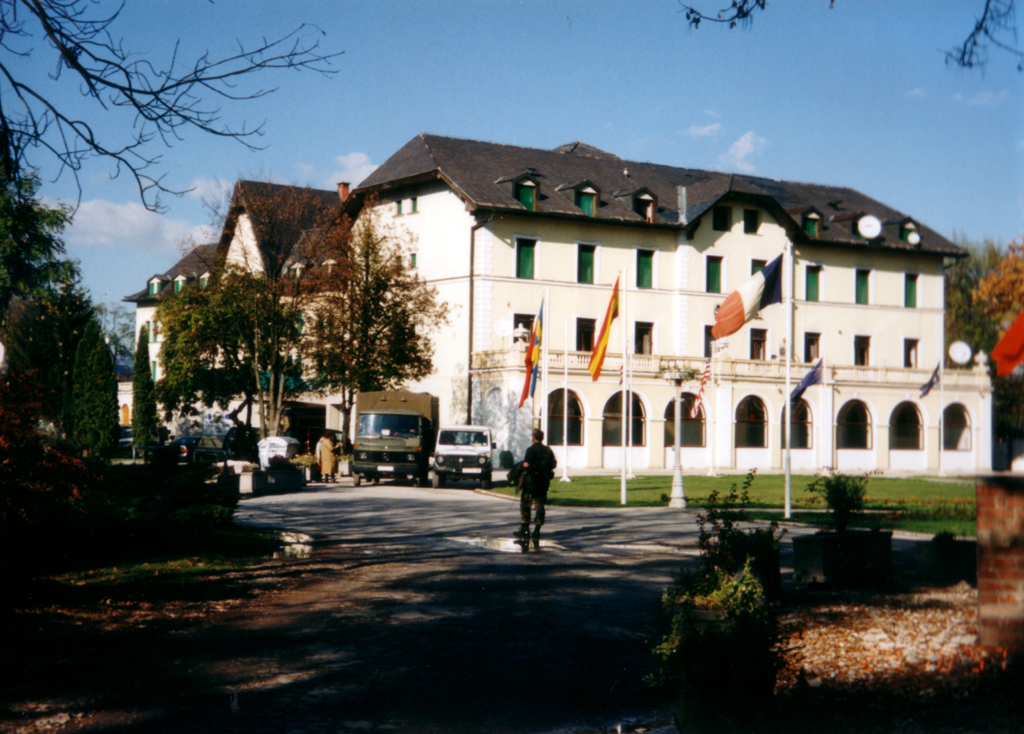
封鎖され、SFORの司令部として使用されている建物。1997年

1990年までは、イリジャはセルビア人とボシュニャク人（「ムスリム人」）の混住する地域であり、1971年の国勢調査では人口の47.21%はセルビア人、31.58%はムスリム人であった。ボスニア・ヘルツェゴビナ紛争を経て、1995年に紛争を終結させた和平合意であるデイトン合意では、イリジャ自治体はボシュニャク人などが主体のボスニア・ヘルツェゴビナ連邦に属する部分と、セルビア人主体のスルプスカ共和国に属する部分に分割された。この時、イリジャの町はボスニア・ヘルツェゴビナ連邦に属するものとされ、ここに居住していたセルビア人の大部分は町を去り、多くの建物が破壊された。紛争後も町に留まったセルビア人らは、サラエヴォやセルビア人地域となった所から脱出してイリジャに流れ込んできたボシュニャク人らによって迫害を受けたり脅迫されたりした。1996年以降、イリジャには北大西洋条約機構（NATO）の平和維持部隊である和平履行部隊（IFOR、後にSFORやEUFOR）の司令部が置かれた。この間、テルメ（Terme）、スルビヤ（Srbija）、ボスナ（Bosna）、ヤドラン（Jadran）の各ホテルは封鎖され、NATOの司令部として使用された。司令部は2000年にブトミル地区に移された。今日の町は活気を取り戻しているが、住民の大部分はボシュニャク人となっている。紛争前にイリジャ自治体に属した地区のうち、和平合意によってスルプスカ共和国の領域となったヴォイコヴィチ（Vojkovići）およびグルリツァ（Grlica）の両地区はイストチナ・イリジャ（東イリジャ）自治体となっており、こちらはセルビア人が大部分を占めている。

## 人口動態

### 1971年
1971年のユーゴスラビア社会主義連邦共和国の国勢調査によると、イリジャ自治体の人口は39,452人であった。うち、18.627人（47,21%）はセルビア人、12,462人（31,58%）はムスリム人、6,446人（16,33%）はクロアチア人、954人（2,41%）はユーゴスラビア人と申告し、その他は963人（2,47%）であった。

### 1991年
1991年のユーゴスラビア社会主義連邦共和国の国勢調査によると、イリジャ自治体の紛争前の人口は67,197人であった。うち、28,836人（43%）はムスリム人、24,982人（37.2%）はセルビア人、6,901人（10.2%）はクロアチア人、5,126人（7.6%）はユーゴスラビア人と申告し、その他は1,352人（2%）であった。

### 紛争後
イリジャ自治体にはイリジャの町の中心に加え、周囲のフラスニツァ（Hrasnica）、ソコロヴィチ・コロニヤ（Sokolović kolonija）、ブトミル（Butmir）、コトラツ（Kotorac）の各地区が含まれる。これらはイリジャの町とは別の集落であるが、イリジャ自治体の市域に含まれ、市の一部を成している。
紛争以降、国勢調査が行われていないため正確な人口は把握されていないが、サラエヴォ県の統計によると47,654人、イリジャ自治体の統計によると44,454人がこの域内に居住している。人口のおよそ90%がボシュニャク人、7%がセルビア人、3%がクロアチア人とみられる。イリジャ自治体の人口はサラエヴォ県の人口の12%弱を占め、ボスニア・ヘルツェゴビナ連邦の人口の2.1%に相当する。
2005年の推計によると、自治体の人口の84%がボシュニャク人と推定される。
イリジャの人口密度は332.3人/平方キロメートルであり、サラエヴォの人口密度2470.1人/平方キロメートルと比較すると人口密度はかなり低くなっている。これは、イリジャ自治体の市域には山や森林が多数含まれることによるものである。イリジャの人口増加率は3.19%となっている。

## 行政
イリジャは独立した都市であるとみなされる一方、サラエヴォの郊外の一部としてサラエヴォと一体化していると考えられることもある。通常、ボスニア・ヘルツェゴビナの地方自治の最小単位はオプシュティナ / オプチナ（基礎自治体）である。イリジャ自治体はサラエヴォからは独立した一つの自治体であり、イリジャにおける地方行政を担っている。
2004年以降、イリジャ自治体の市長は民主行動党のアメル・チェナノヴィッチ（Amer Ćenanović）である。イリジャ自治体には独自の議会がある。

## 経済

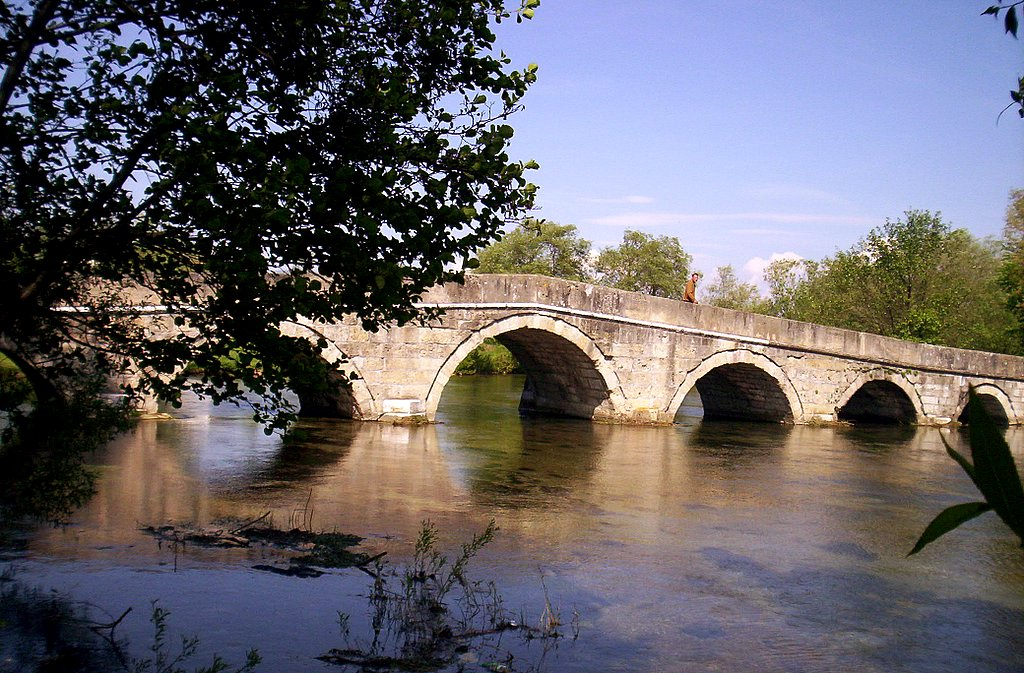
オスマン帝国時代初期に建てられた橋、ボスナ川に架かるリムスキ・モスト

紛争前、イリジャ自治体はボスニア・ヘルツェゴビナの5大経済拠点のひとつであり、ユーゴスラビア社会主義連邦共和国全域でも10強のうちのひとつであった。ボスニア・ヘルツェゴビナ紛争によって経済機能は大きく損なわれたものの、終戦後は徐々に復興が進められている。いくつかの企業がイリジャに本拠地をおいており、自治体の主要産業は食品加工や工業製品の製造である。
イリジャ自治体の重要な産業のひとつに観光がある。豊かな自然は町の重要な観光資源であり、近隣のサラエヴォをはじめ国内外から多数の人々が訪れる。観光の活性化のための計画も進められており、イグマン山へのケーブルカーの設置やホテルなどが計画されている。

## 観光
サラエヴォ国際空港は町から数キロメートルのところにある。地域の豊かな自然と歴史的遺構は多くの観光客をひきつけている。イグマン山はスキーやハイキングで多くの人々が訪れており、ボスナ川の源泉ヴレロ・ボスネも人気の観光地となっている。ボスナ川に架かるリムスキ・モスト（ローマ橋）は古代ローマ時代の石を使って16世紀に築かれたものである。